# 634

## Události
- září – Chalíd ibn al-Valíd obsadil Damašek
- Arabové vtrhli do Palestiny
- Oswald Northumbrijský porazil Cadwallona ap Cadfana Gwyneddského v bitvě u Heavenfieldu a znovu sjednotil Northumbrii.

## Úmrtí
- 23. srpen – Abú Bakr, první sunnitský chalífa (* asi 573)
- Cadwallon ap Cadfan, král Gwyneddu

## Hlavy států
- Papež – Honorius I. (625–638)
- Sámova říše – Sámo (623–659)
- Byzantská říše – Herakleios (610–641)
- Franská říše
  - Neustrie & Burgundsko – Dagobert I. (629–639)
  - Austrasie – Dagobert I. (623–634) » Sigibert III. (634–656) + Ansegisel (majordomus) (629–639)
- Chalífát – Abú Bakr (632–634) » Umar ibn al-Chattáb (634–644)
- Anglie
  - Wessex – Cynegils (611–643) + Cwichelm (626–636)
  - Essex – Sigeberht I. Malý (617–653)
  - Mercie – Penda (633–655)
- První bulharská říše –  Kuvrat (630–641/668)